# Chelostoma minutum
Chelostoma minutum là một loài Hymenoptera trong họ Megachilidae. Loài này được Crawford mô tả khoa học năm 1916.